# Brzeźnik (Wzgórza Skrzypińskie)
Brzeźnik – wzgórze, wzniesienie, położone w obrębie Wzgórz Trzebnickich, w mikroregionie Wzgórz Skrzypińskich. Wierzchołek znajduje się w gminie Wołów, w obrębie ewidencyjnym wsi Straża. Położony jest na wysokości bezwzględnej wynoszącej 177 m n.p.m.

## Położenie i otoczenie
Brzeźnik jest jednym ze wzniesień Wzgórz Trzebnickich, będących mezoregionem o identyfikatorze 318.44 (według regionalizacji fizycznogeograficznej opracowanej przez Jerzego Kondrackiego), należących do Wału Trzebnickiego (makroregion o indeksie 318.4). W ramach tych Wzgórz Trzebnickich wyróżnia się także mikroregion, obejmujący Brzeźnik – Wzgórza Skrzypińskie (mikroregion o indeksie 318.443). Wzniesienie to leży w południowej części wymienionego mikroregionu. Pod względem regionalizacji przyrodniczo-leśnej wzgórze położone jest w mezoregionie Wzgórz Trzebnicko-Ostrzeszowskich. Ponadto warto zaznaczyć, iż obszar ten leży w granicach Parku Krajobrazowego Dolina Jezierzycy.
Wzniesienie otoczone jest Wzgórzami Skprzypińskimi, a w ich ramach najbliższymi wzniesieniami są (począwszy od strony południowo-wschodniej w kierunku zgodnym z ruchem wskazówek zegara): Wzgórze Strupińskie, Kraniec, Swojno, Kocierz, Smolno, Siodłkowicka Góra, Piaskowiec, Lisina, Łazarzowicka Góra.
Natomiast pod względem podziału administracyjnego wzniesienie jest położone na terenie gminy Wołów (w obrębie ewidencyjnym wsi Straża). Gmina ta przynależy do powiatu wołowskiego w województwie dolnośląskim.

## Charakterystyka
Przyjmuje się, że najwyższy punkt wzgórza Brzeźnik osiąga wysokość bezwzględną wynoszącą 177 m n.p.m.. I taka wysokość wzniesienia ujęta jest w rozporządzeniu Prezesa Rady Ministrów z 1954 r. określające jego nazwę. Niemiecka, przedwojenna mapa z ówczesną nazwą wzniesienia, nie podaje wartości wysokości bezwzględnej położenia koty wierzchołka. Także w niektórych współczesnych opracowaniach, serwisach internetowych czy mapach podawana jest wysokość bezwzględna wierzchołka, przy czym zdarza się, że jest to inna wartość, np. 178 m n.p.m., a nawet w nieco innym, bardziej na wschód, położeniu wzniesienia, w miejscu, w którym na wspominanej mapie niemieckiej jest bezimienna kota z wysokością bezwzględną 178,5 m n.p.m., czy 179 m n.p.m. w prawidłowym położeniu, zgodny z Państwowym Rejestrem Nazw Geograficznych.
Teren części zachodniej, południowej i północno-zachodniej masywu wzniesienia pokryty jest lasem, a części północno-wschodniej i wschodniej użytkami rolnymi. Wzmiankowana wyżej wieś Straża leży a północny-zachód od wierzchołka. Przed miejscowością przepływa struga o nazwie Jastrząbka. Okoliczne lasy podlegają nadleśnictwu Wołów, leśnictwu Garwół. Jest to las gospodarczy, pod względem typu siedliskowego lasu określany jako las świeży. Wiek drzewostanu na 2024 r. wynosi 54 lata i 139 lat. Dominują takie gatunki jak dęby, brzoza brodawkowata oraz występują także inne drzewa, w tym klon jawor, lipa drobnolistna, buk pospolity, świerk pospolity, jesion wyniosły i leszczyna pospolita.

## Nazwa
Nazwa własna – Brzeźnik – jest nazwą urzędową. Została ustalona i ujęta w państwowym rejestrze nazw geograficznych na podstawie Zarządzenia nr 70 z dnia 30 marca 1954 r. wydanego przez Prezesa Rady Ministrów (Monitor Polski z 1954 nr 38, poz. 516). Odnosi się ona do ukształtowania terenu należącego do rodzaju wzgórza, wzniesienia. W rejestrze tym przypisano jej identyfikator: PRNG – 205711, identyfikator IIP – PL.PZGiK.320.NGRP.205711. Podaje on następujące współrzędne geograficzne punktu głównego masywu: szerokość geograficzna – 51°23'33" N, długość geograficzna – 16°46'59" E. W rejestrze tym jest ważna od 10.02.2015 r..
W czasie przynależności tego obszaru do Niemiec wzniesienie nosiło nazwę w języku niemieckim – Birken Berg.